# Manjali-moskee
De Manjali-moskee is een moskee in het centrum van de stad Atyrau, in het westen van Kazachstan. De bouw begon in 1999 en werd voltooid in 2001. De moskee werd op 5 mei 2001 geopend en biedt plaats aan 600 gelovigen.
De moskee heeft een grote koepel met een hoogte van 23 meter. De buitendiameter bedraagt 7 meter en de binnendiameter 5 meter. De totale oppervlakte van de moskee, inclusief het terrein eromheen, bedraagt 1.328,3 vierkante meter, terwijl de moskee zelf 1.093,1 vierkante meter beslaat. Het bestaat uit 2 verdiepingen, twee grote zalen, vijf gebedsruimtes, gebedsruimtes voor mannen en vrouwen, een leeszaal, een madrassa, een bibliotheek en extra kamers voor mannen en vrouwen. De muren van de moskee zijn 15 meter hoog. De moskee heeft twee minaretten die beide een hoogte hebben van 20,7 meter. De hoogte van de minbar is 3 meter en gemaakt van hoogwaardig hout. De diameter van de overige 6 kleine koepels bovenop het dak is 1 meter.
Buiten de moskee staat een extra gebouw van 235,2 vierkante meter. Er zijn kamers voor imams en gezinnen. Er zijn ook toiletten voor mannen en vrouwen.